# Кахамарка (регион)
Кахамарка (исп. Cajamarca) — регион на севере Перу.
Административный центр — город Кахамарка.

## Географическое положение
На севере граничит с Эквадором. На юге региона простираются высокогорные Анды, на севере они переходят в дождевые леса Амазонии. Преобладающий ландшафт — горный.
Город Кахамарка лежит на высоте 2700 м над уровнем моря. Сезон дождей длится с декабря по март. Среднегодовая температура — 14 °C.
Главные реки: Мараньон, Чотано и Уанкабамба.
Самые высокие горы — Coimolache (4010 м между Уальгайок и Сан-Мигель) и Кумбе (3850 м у города Кахамарка).

## История

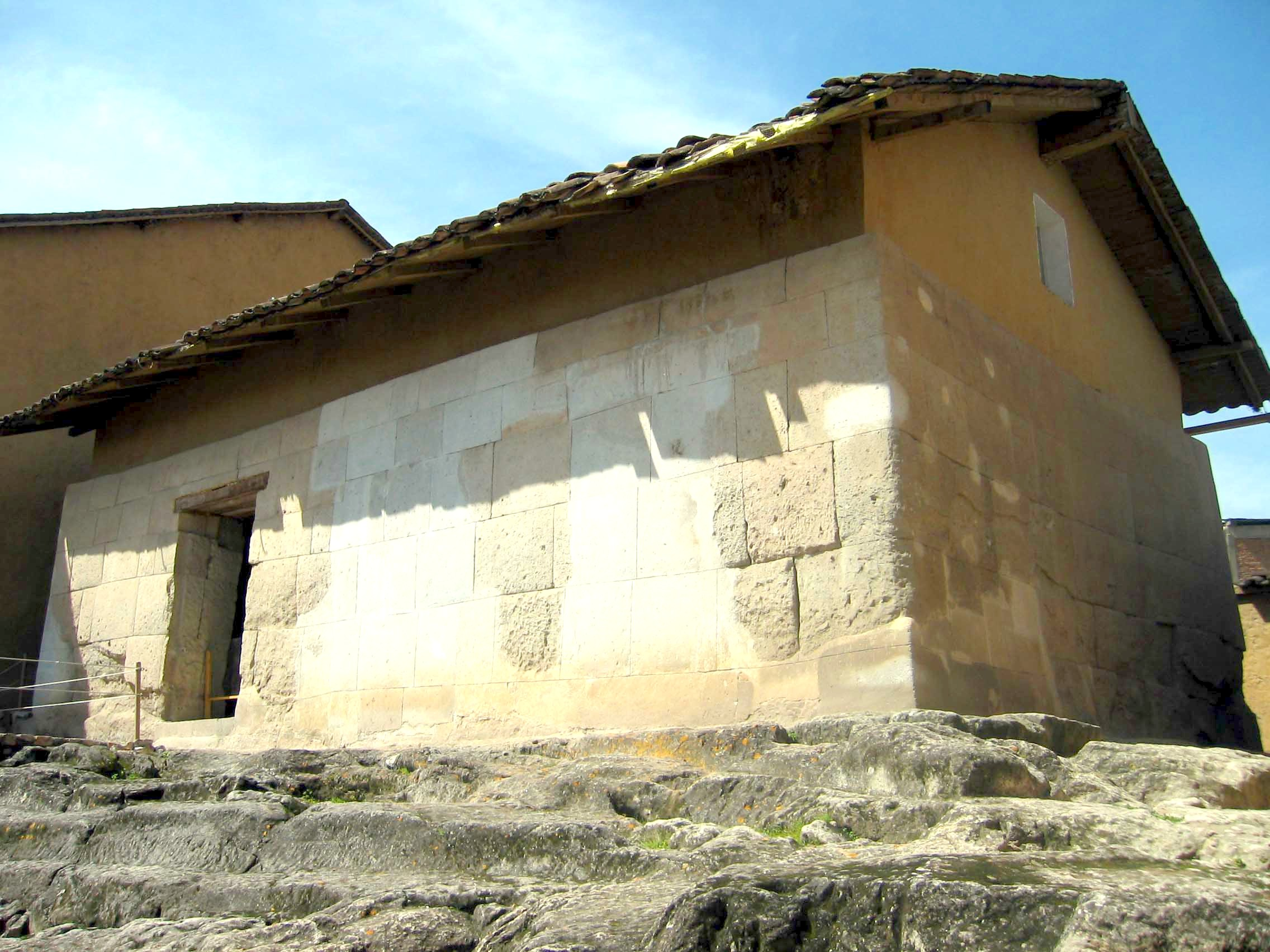
«Комната выкупа» Атауальпы

Древнейшие керамики, найденные в регионе, произведены культурой кахамарка. После завоевания народом вари Кахамарка стала важным административным центром, коим оставалась и во времена инков.
В 1532 году здесь был пленён конкистадорами во главе с Франсиско Писарро последний вождь инков Атауальпа. До сих пор сохранился дом, в котором содержали пленника, и который инки должны были трижды наполнить золотом и серебром в обмен на своего правителя.

## Административное деление
Регион разделен на 13 провинций и 128 округов:

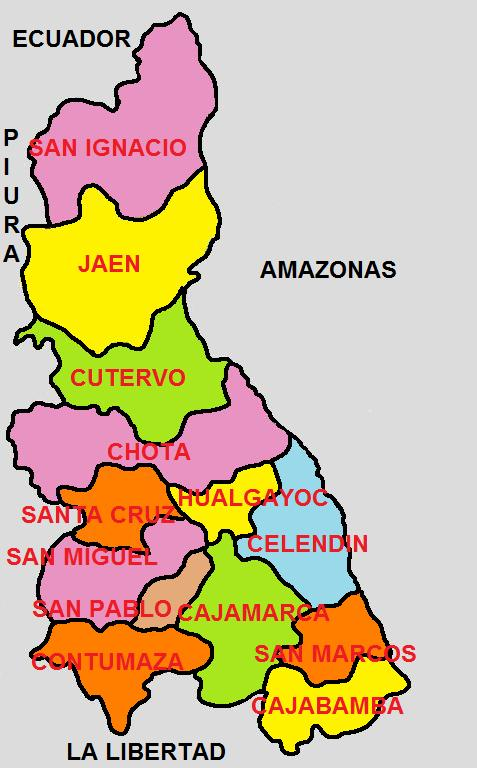
Провинции региона Кахамарка.

| №  | Провинции                 | Административный центр                                  |
| -- | ------------------------- | ------------------------------------------------------- |
| 1  | Кахабамба (Cajabamba)     | Кахабамба (Cajabamba)                                   |
| 2  | Кахамарка (Cajamarca)     | Кахамарка (Cajamarca)                                   |
| 3  | Селендин (Celendín)       | Селендин (Celendín)                                     |
| 4  | Чота (Chota)              | Чота (Chota)                                            |
| 5  | Контумаса (Contumazá)     | Контумаса (Contumazá)                                   |
| 6  | Кутерво (Cutervo)         | Кутерво (Cutervo)                                       |
| 7  | Уальгайос (Hualgayoc)     | Бамбамарка (Bambamarca)                                 |
| 8  | Хаэн (Jaén)               | Хаэн (Jaen)                                             |
| 9  | Сан-Игнасио (San Ignacio) | Сан-Игнасио-де-ла-Фронтера (San Ignacio de la Frontera) |
| 10 | Сан-Маркос (San Marcos)   | Сан-Маркос (San Marcos)                                 |
| 11 | Сан-Мигель (San Miguel)   | Сан-Мигель-де-Пальякес (San Miguel de Pallaques)        |
| 12 | Сан-Пабло (San Pablo)     | Сан-Пабло (San Pablo)                                   |
| 13 | Санта-Крус (Santa Cruz)   | Санта-Крус-де-Сукчубамба (Santa Cruz de Succhubamba)    |

## Транспорт
Кроме автомобильного сообщения с запада на восток, регион имеет аэропорт, осуществляющий регулярные рейсы в Лиму и Талару.

## Достопримечательности
- Кумбе-Майо
- Кунтур-Уаси
- Окна Отуско